# Trò chơi ô chữ

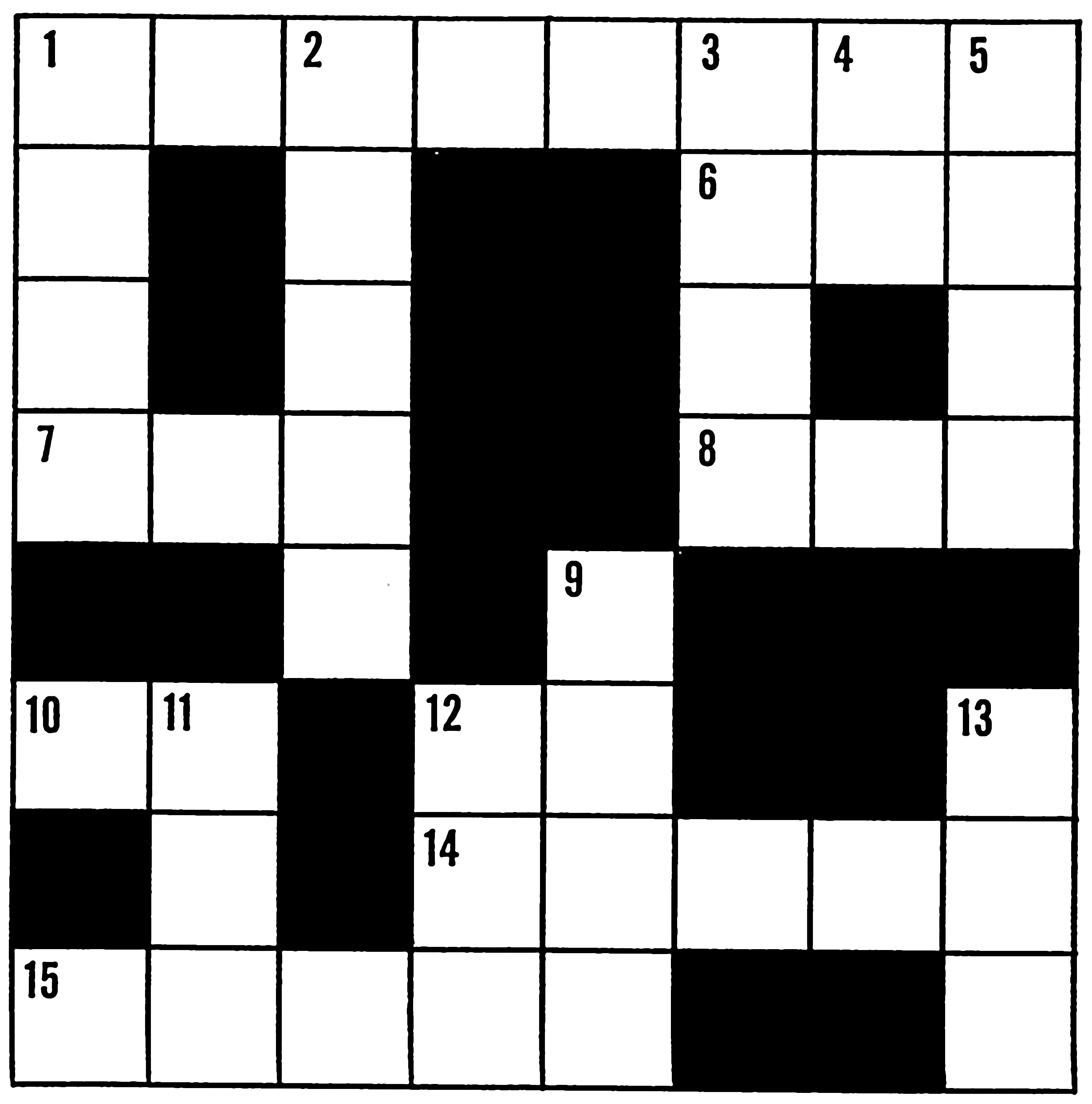
Bố cục trò chơi ô chữ kiểu Mỹ

Trò chơi ô chữ (tiếng Anh: Crossword) là một trong những trò chơi phổ biến hiện nay.

## Lịch sử
Vào ngày 21 tháng 12 năm 1913, Arthur Wynne, một nhà báo đến từ Liverpool, Anh, đã xuất bản một câu đố "word-cross" trên tờ New York World thể hiện hầu hết các đặc điểm của thể loại hiện đại. Câu đố này thường được coi là trò chơi ô chữ đầu tiên và Wynne là người phát minh ra. Một họa sĩ minh họa sau đó đã đảo ngược tên "word-cross" thành "cross-word".

## Tác dụng
Trò chơi ô chữ có tác dụng giúp chúng ta ôn luyện kiến thức.

## Sách
- The Crossword Obsession by Coral Amende ISBN 0-425-18157-X
- Crossworld by Marc Romano ISBN 0-7679-1757-X